# South Lead Hill
South Lead Hill è un comune degli Stati Uniti d'America, situato in Arkansas, nella contea di Boone.